# Matango il mostro
Matango il mostro (マタンゴ?, Matango) è un film del 1963 diretto da Ishirō Honda.
La pellicola di fantascienza, prodotta e distribuita dalla Toho, è liberamente tratta dal racconto La voce nella notte (The Voice in the Night) di William Hope Hodgson.

## Trama
I sette componenti dell'equipaggio di una barca a vela naufragano su un'isola in seguito ad una tempesta. Sono il capitano Naoyuki Sakuta aiutato dal marinaio Senzô Koyama, il professor Kenji Murai e la sua ragazza Akiko Sôma, l'uomo d'affari Masafumi Kasai con la cantante Mami Sekiguchi nonché sua fidanzata e lo scrittore Etsurô Yoshida. Alla ricerca di cibo scoprono il relitto di una nave appartenuta ad una spedizione scientifica venuta sull'isola per indagare su dei funghi velenosi giganti chiamati Matango.

## Distribuzione
Il film non fu proiettato nei cinema statunitensi e solo in modo limitato nel Regno Unito. La American International Pictures lo distribuì nel 1965 in televisione con il titolo Attack of the Mushroom People.
Il film arrivò in Italia nel 1973, distribuito dalla Ardin Cinematografica.